# جراد
الجراد المغربي ومفردُها جرادة، هي حشرات من رتبة مستقيمات الأجنحة، يوجد ما يزيد على 20,000 نوع من الجراد في العالم. ويعتبر الجراد نوعا من حشرات الجنادب التي تمتلك أرجلا خلفية قوية تساعدها على القفز، ويطلق على الاثنين معًقيقي. وهناك ما يقرب من 18,000 نوع من الجندب في العالم، وهي حشرات آكلة للنبات تستطيع القفز إلى 20 مرة أطول من جسمها.
وطول الجرادة الناضجة يتراوح بين 3 إلى 13 سم، يقسم جسمها إلى:
- رأس
- صدر
- بطن (مقسم 11 قطعة)
- ستة أرجل.

ويغطي جسم الجراد طبقة من الكيتين Chitin، وفي رأسه فم يحوي على أسنان حادة ويحمل قرنين قصيرين متميزين للاستشعار. ويصدر الجراد أصواتا موسيقية يصدرها من خلال حك الأرجل الخلفية أو الأجنحة الأمامية مع الجسم. وتحفر أنثى الجراد لتضع بيضها عن طريق آلية عضو وضع بيض سيفية تحت الأرض ، وتغطيه بسائل لتحميه من البرد، ليفقس عن مخلوق بطور انتقالي لفترة حوالي شهر يدخل بعدها هذا المخلوق طور النضوج.
وللجراد أعداء طبيعيين في الطبيعة تتمثل بالطيور والفئران والثعابين والخنافس والعناكب. ويعتبر الجراد أكلة مفضلة عند كثير من الشعوب في آسيا وبعض الدول العربية، فحشرة الجراد غنية بالبروتين الذي يمثل 62% ودهون 17% وعناصر غير عضوية تمثل الباقي مثل: الماغنسيوم، الكالسيوم، والبوتاسيوم، المنجنيز، الصوديوم، الحديد، الفوسفور، وغيرها. وتمر دورة حياة حشرات الجراد بثلاث مراحل أساسية هي البيضة، الحورية، الحشرة الكاملة وتختلف الفترة الزمنية لكل مرحلة تبعاً للظروف الجوية السائدة، ويختلف طول عمر الجراد المكتمل النمو ، إذ يتراوح ما بين شهرين ونصف إلى خمسة أشهر وبصفة عامة تعتمد مدة الحياة على الوقت المستغرق لاكتمال النمو من الناحية الجنسية، فإذا اكتمل النمو سريعاً أصبح طول الحياة الكلي قصير.
سرب الجراد يلتهم في الكيلومتر الواحد من السرب حوالي 100 طن من النباتات الخضراء في اليوم، تعادل الكمية التي يأكلها 6 أفيال أو 20 جملاً أو 35 ألف شخص.
الجرادة تأكل 1,5-4 جرام - والكيلومتر المربع من السرب قد يحتوي على 50 مليون جرادة على الأقل. وتتغذى هذه الحشرات على الأوراق والأزهار والثمار والبذور وقشور النبات والبراعم وبصفة عامة يصعب تقدير الأضرار التي يسببها الجراد بسبب طبيعة الهجوم العالية، حيث تعتمد الأضرار على المدة التي سيبقى بها الجراد في المنطقة الواحدة وحجم سرب الجراد ومرحلة المحصول· يمكن تحديد طرق المكافحة المناسبة ·
يمكن تحديد طرق المكافحة المناسبة بالمسح المستمر وهي عملية ضرورية جداً لمراقبة الأعداد الحالية للجراد فيمكن مكافحة سرب الجراد بالوسيلة المناسبة·

## أنواع الجراد
- الجراد الصحراوي (بالإنجليزية: Shistocerca Gregaria) ومن سماته أنه يستطيع السفر لمسافات طويلة، ويتناسل بكثرة حيث تضع الأنثى من 95 إلى 158 بيضة ولثلاث مرات على الأقل في حياتها، يتواجد في المناطق الصحراوية الجافة في أفريقيا وموريتانيا والمغرب والسودان وشبه الجزيرة العربية واليمن وعمان، وفي منطقة جنوب غرب آسيا الممطرة.

- الجراد الأفريقي المهاجر
- الجراد الشرقي المهاجر في جنوب شرق آسيا.

- الجراد الأحمر في شرق أفريقيا.

- الجراد البني في جنوب أفريقيا.

- الجراد المصري Anacridium Aegyptium

- الجراد الأسترالي في أستراليا.

- جراد الأشجار في أفريقيا وحوض المتوسط.

- الجراد المغربي (بالإنجليزية: Dociostaurus marcoccanus).

لكن في الحقيقة يوجد نوعان من الجراد هما الجراد الماكث والجراد المهاجر.

## توالد الجراد
يتوالد الجراد الذي يغير علي مصر والدول المجاورة في الشرق الأوسط وشمال أفريقيا في ثلاث مناطق هي: الأولى: شرق السودان واريتريا والحبشة، والثانية: غرب السودان وشمال أفريقيا وبعض جهات الصحراء الليبية، والثالثة: بعض وديان اليمن والمملكة العربية السعودية.
ويبدأ تكاثر الجراد الذي يهاجر لمصر في أماكن توالده وهي شرق السودان واريتريا والحبشة أثناء فصل الأمطار في يوليو وأغسطس ويهاجر عادة في الخريف وأوائل الشتاء إلى ساحل البحر الأحمر القريب من أماكن توالده وهناك يتزاوج ويتناسل ثم تعود سلالته إلى أماكنها الأصلية أو يتكون منها أسراب البحر الأحمر في الربيع إلى اليمن والمملكة العربية السعودية وإيران وفي بعض السنين بدلًا من هجره أفراد الجراد من أماكن توالدها إلى ساحل البحر الأحمر تطير شمالًا إلى دول الشرق الأوسط ومصر حيث تتكاثر ثم تعود سلالتها جنوبًا بعد ذلك وهذه الأسراب الأتية من أماكن التوالد إما أن تكون بالغة أو على وشك البلوغ.
أثناء التوالد يتزاوج الجراد فيتم الإخصاب داخل الجهاز التناسلي للأنثى. تضع الأنثى بعد ذلك بيضًا ينفقس بعد بضعة أيام فتخرج منه يرقات. تنمو اليرقة بالزيادة في الكتلة والطول وتتحول تدريجيًا إلى بالغة بظهور الأجنحة والزبانات. غير أن النمو في الطول لا يحدث إلا خلال فترة الانسلاخ نظرًا لوجود درع صلب يكسو جسم اليرقة ويحول دون نموها في الطول. تحدث عند الجراد عدة انسلاخات وتفصل كل فترة انسلاخية بين مرحلتين يزداد خلالها الجراد في الكتلة ويتوقف النمو في طول. وهكذا ينمو الجراد خلال عدة انسلاخات بشكل غير متواصل يسمى هذا النوع من النمو بنمو غير متواصل (croissance discontinue) ونصادفه عند مفصليات الأرجل والعنكبوتيات والحشرات والقشريات.

## مكافحة الجراد
- رش المبيدات بواسطة الطائرات والمرشات المختلفة.
- القضاء على الحشرات حديثة الفقس وحرقها في خنادق تحفر خصيصاً لذلك.
- استخدام الطريقة البيولوجية وذلك باستخدام فطر الميتاريزيوم Metarhizium (على شكل زيوت ترش من الطائرات) تصيب الجدار الخارجي للحشرة، وتخترق تجويف جسم الحشرة فيتسبب الفطر في موت الجرادة خلال (2 - 12) أيام، ومن مميزات هذا الفطر أنه ينتقل من حشرة إلى أخرى سريعاً، ولا يؤذي النباتات والحيوانات والحشرات الأخرى في المنطقة كما تفعل الطرق الكيماوية.

تتركز تقنيات مكافحة الجراد حالياً على استخدام المبيدات بدلاً من الأساليب القديمة التي كانت تعتمد على أسلوب الإخافة أو الإحراق في الخنادق· إن المبيدات المستخدمة حالياً من الأنواع ذات التأثير القاتل بالملامسة، حيث تقتل الحشرة بمجرد ملامستها لقطرات المبيد بشكل مباشر أو عن طريق ملامسة النباتات المرشوشة أو بابتلاع أوراق النبات المرشوشة· هناك مبيد الميتاريزيم الذي حقق نجاحاً في المكافحة الفعالة للجراد أو النطاطات· من الضروري استخدام الرش الجوي في المناطق المصابة على نطاق واسع·

## غرائب الشعوب مع الجراد
كان أهل جزيرة العرب القدماء إذا هجم عليهم الجراد قاموا بقتله لأكله وذلك بفصل الرأس والأجنحة والأرجل ثم يشمس حتى يجف وأخيرًا يتم بشره على حليب الأبقار أو الماعز للشربة، ولقد ذكر هيرودوت هذه القصة في كتابه التاريخ في الجزء الخامس المخصص بليبيا وقبائلها وعاداتها وتقاليدها.
ولقد ظل هذا الأمر حتى ثلاثينات القرن الماضي فلقد كان يقلى بدون زيت ولكن ليس كل نوع من الجراد بل الذي يصل طوله من (10 سنتيمتر) فما فوق.
في تشاد وعند بعض القبائل البدوية يعتبرون الجراد لعنة من الله ولهذا يختبئون بعيداً عن هجوم الجراد.
وفي نجد قديما يوضع الجراد في ماء مغلي مع الملح، ثم يجفف، وينشر، وإذا كانت الكمية المجففة زائدة عن الحاجة فيوضع في الأكياس، ويباع، أو يدخر، أما طريقة تناوله فيقطع الرأس، والجناحين، والرجلين، وتسمى بـ" القصاميل"، تطحن، ثم تؤكل مع التمر، ويوضع للجراد مشكاكاً خاصاً، حيث ينظم في قضيب من الحديد، أو في خيط قوي، وينظم به عدد من الجراد، عن طريق وخزها في صدرها، ثم تشوى على النار، فتؤكل

## معرض الصور

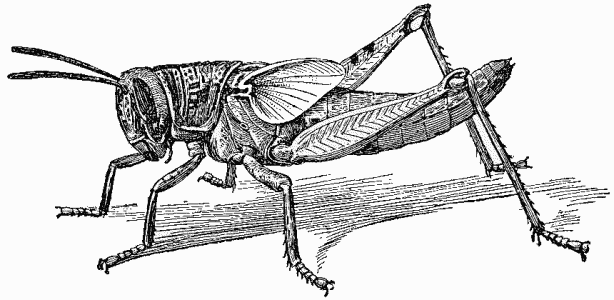
حورية الجراد Schistocerca americana مع جناح مميز غير مكتمل
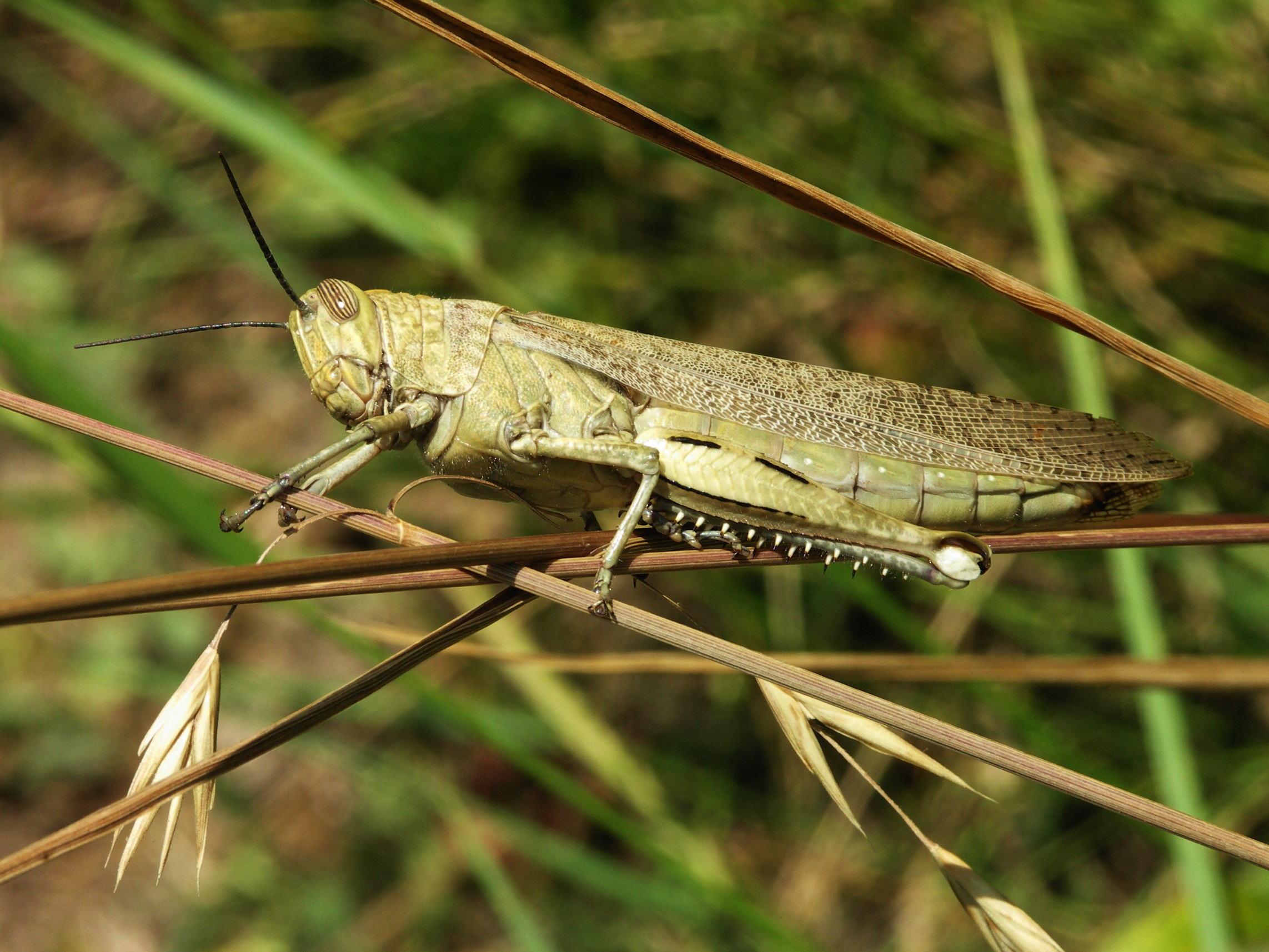
جندب مصري Anacridium aegyptum
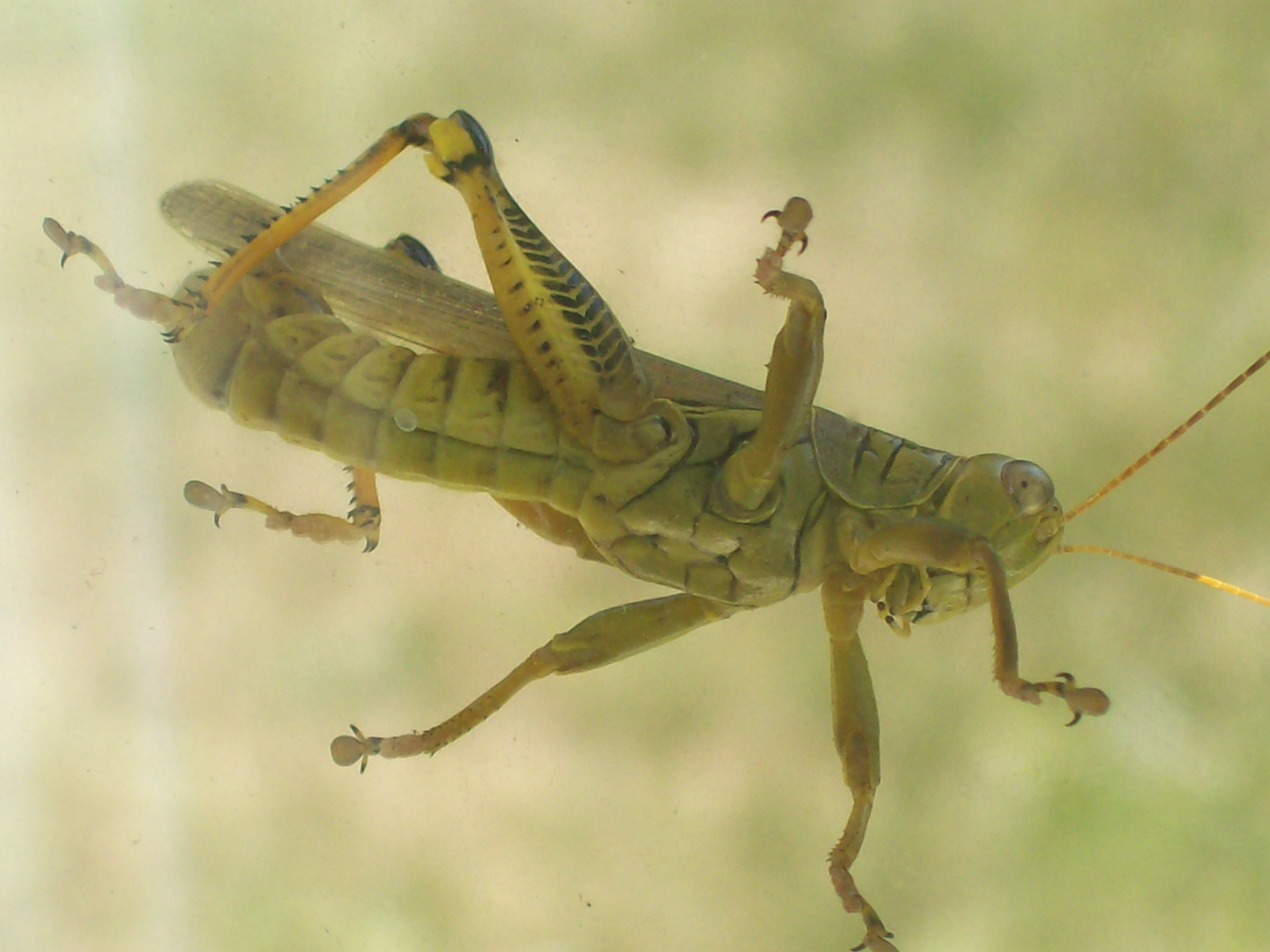
صورة لجندب من الأسفل

## وصلات خارجية
- الجراد من الموسوعة العربية العالمية
- موقع يحوي على مجموعة صور مع شرح لها بالأنكليزية ولرابط مدمج لصوت الجراد
- موقع يحوي صورة
- FAO Locust Watch
- FAO EMPRES نسخة محفوظة 20 مارس 2010 على موقع واي باك مشين.
- Desert Locust Meteorological Monitoring at Sahel Resources
- Locust Video على يوتيوب
- USAID Supplemental Environmental Assessment of the Eritrean Locust Control Program
- Locust - Jeffrey A. Lockwood (2004)